# 彭戢
彭戢（1059年—1119年1月21日），字子發，渠州鄰水縣人，宋神宗元豐八年（1085年）乙丑科進士，調任涪州司戶參軍。召試學官。充成都府州學教授。宋哲宗元祐二年（1087年）校勘《水經注》。知眉州青神縣。擢太學錄。遷太常博士。提舉淮南西路學事。改提舉兩浙路學事。因撤銷提舉學事。改官棣州通判。還沒起身赴任。又重置提舉學事。仍任提舉兩浙路學事。因過錯而免職。後任管勾亳州明道宮。遷奉議郎。後任提舉嵩山崇福宮。宋徽宗重和元年十二月九日卒。崇祀鄉賢祠。
曾經飼養了兩隻鶴，離職時當地的士大夫送行之際，曾經有「扁舟載䨇鶴、萬卷貯群書」的詩句。